# Mantophryne louisiadensis
Mantophryne louisiadensis é uma espécie de anfíbio da família Microhylidae.
Os seus habitats naturais são: florestas subtropicais ou tropicais húmidas de baixa altitude.